# Júnior Brumado
José Francisco dos Santos Júnior, também conhecido como Júnior Brumado, (Brumado, 15 de maio de 1999), é um futebolista brasileiro que atua como Centroavante. Atualmente defende o Coritiba, emprestado pelo Midtjylland.

## Carreira
Revelado pelo Bahia em 2017, fez sua estreia pelos profissionais em 23/07/2017, na partida contra o Santos, no Pacaembu.
Com poucas oportunidades em 2017, foi em 2018 que ele teve boas oportunidades de mostrar seu futebol e acabou convencendo. Fez o gol da virada fora de casa sobre a Juazeirense pelo campeonato baiano e um gol na goleada sobre o Jequié, na primeira fase. Já na semifinal, anotou um gol de placa sobre a mesma Juazeirense, passando por três jogadores adversários, com dribles desconcertantes e finalizando com um leve toque sutil por cima do goleiro. Foi Campeão Baiano de 2018, em que, na final, o Bahia triunfou sobre o Vitória em pleno Barradão. Nesse mesmo ano, ele foi convocado em duas ocasiões pela Seleção Brasileira de Futebol Sub-20.
Em janeiro de 2019, Júnior foi vendido pelo Bahia ao Midtjylland por R$ 9,5 milhões. Entre fevereiro e julho de 2020, jogou por empréstimo no Silkeborg, time também da Dinamarca. Ao voltar ao Midtjylland ao fim do empréstimo, marcou o gol que garantiu a classificação da equipe à fase de grupos da Champions League 2020/2021.

## Títulos
Bahia
- Campeonato Baiano: 2018

Football Club Midtjylland
- Copa da Dinamarca: 2019[6]